# Farlowella smithi
Farlowella smithi är en fiskart som beskrevs av Fowler, 1913. Farlowella smithi ingår i släktet Farlowella och familjen Loricariidae. Inga underarter finns listade i Catalogue of Life.